# Wagneau Eloi
Wagneau Eloi (Port-au-Prince, 11 september 1973) is een Frans-Haïtiaanse voormalig voetballer. Hij speelde als aanvaller. Hij heeft een dubbele nationaliteit, maar kreeg zijn jeugdopleiding in Frankrijk. In de zomer van 2007 zette hij een punt achter zijn voetbalcarrière. Op 9 april 2008 werd hij bondscoach van Haïti waar hij na twee verliespartijen ontslagen werd. Hij werd opgevolgd door de Colombiaan Jairo Ríos Rendón.

## Carrière
Eloi begon met voetballen bij Red Star uit Parijs, waarna hij werd opgenomen in de jeugdopleiding van RC Lens. Hij speelde zes jaar voor die club, waarbij hij twee seizoenen werd uitgeleend aan AS Nancy. In 1999 verkaste hij naar AS Monaco. In 2002 werd hij overgenomen door EA Guingamp. Na nog één jaar bij zijn oude club Lens ging hij naar België, bij RAAL La Louvière.
Begin 2007 kreeg hij zes maanden schorsing, omdat hij niet voluit ging tijdens de wedstrijd van La Louvière tegen Lierse (7-0). Dit als protest tegen de niet-betaling van de lonen. Drie teamgenoten kregen ook dezelfde sanctie. Eloi ging in beroep, want hij heeft deze beschuldigingen nooit toegegeven. Ten tijde van de uitspraak speelde hij bij KSV Roeselare, maar besloot door de sanctie te stoppen met voetballen.